# Boris Trajkovski

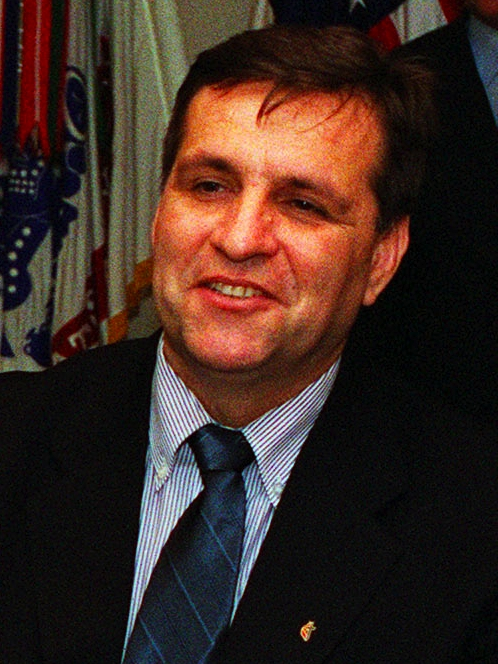
Boris Trajkovski

Boris Trajkovski, född 25 juni 1956, död 26 februari 2004, var en makedonsk politiker, president från 15 december 1999 till sin död 2004, som omkom i en flygolycka nära Mostar i Bosnien och Hercegovina.
Trajkovski tillhörde partiet VMRO-DPMNE, ett kristdemokratiskt parti, och landets då näst största parti. Han efterträddes vid sin bortgång omgående av Ljupčo Jordanovski.